# Jacobus Zaffius

Portret van Jacobus Hendriksz. Zaffius (1612) door Frans Hals? in het Frans Hals Museum

Jacob Hendriksz. Zaffius, Saffio of Saffius (1534 - 19 of 20 januari 1618) werd in 1568 prior van het Reguliersklooster in Heiloo. Hij was mogelijk afkomstig uit de Haarlemse familie Spoorwater. Op 1 mei 1571 werd hij de eerste proost, aartsdiaken van het bisschoppelijk kapittel in Haarlem. Hij was geen theoloog of opgeleid in het kerkelijk recht, maar een miniatuurschilder in brevieren. Zaffius speelde vervolgens een belangrijke rol bij de opbouw van de katholieke kerkorganisatie in het bisdom Haarlem. Hij werd een milieu-activist avant la lettre.

## Biografie
Over zijn jeugd en opleiding is weinig bekend. Het is onduidelijk waar hij heeft gestudeerd. Misschien in het klooster van Windesheim, in ieder geval ergens waar hij kon worden opgeleid tot miniatuurschilder.
Jacob Zaffius was eigenaar van de Reguliershof, ooit behorend bij het Reguliersklooster, gelegen tussen de Amsteldijk, de Utrechtsestraat en de Keizersgracht te Amsterdam. In 1532 ontstond er brand in het klooster, en het jaar daarop zijn de kanunniken verhuisd naar Heiloo.
De schout Willem Dircksz. Bardes (-1601) schijnt de Reguliershof wel twintig jaar in zijn bezit te hebben gehad of bewoond tot 1564?
De Reguliershof werd vervolgens te koop aangeboden. De stad zou de hof hebben willen onteigenen, maar het kwam in handen van het kapittel in Haarlem. De Reguliershof zou ook in het bezit van de kerk kunnen zijn gekomen door een schenking van zekere Maria Willems, die het had overgedragen, met de verplichting er een kapel neer te zetten.
Zaffius was bevoegd de Reguliershof in erfpacht uit te geven voor het symbolische bedrag van een gulden per jaar. Het terrein werd opgesplitst in tuinen, woonhuizen en een herberg. Vanuit de Reguliershof had men een mooi uitzicht op de Amstel, de Regulierspoort en het Rokin.
Zaffius protesteerde tegen het afbreken van de gebouwen en het omkappen van bomen door Bossu in 1572, zodat de Geuzen zich daar niet konden verschansen.
Zaffius vond dat de regenten van Amsterdam geen recht konden doen gelden op het gebruik of de afbraak van de Reguliershof. Uiteindelijk bleven de fruitbomen staan.

### Haarlem
Op 26 mei 1578 bracht Zaffius een bezoek aan Amsterdam. Hij werd getuige van de Alteratie van Amsterdam en is op een schuit de stad uitgevoerd, samen met andere katholieke geestelijken en hoogwaardigheidsbekleders. Na aan land te zijn gezet op de Diemerzeedijk heeft een deel van het gezelschap zich op uitnodiging van Zaffius in Haarlem gevestigd. Op 29 mei 1578, Sacramentsdag, overrompelden Calvinisten, gesteund door de Staatse troepen, de Haarlemse kathedraal Sint-Bavo, doodden de plebaan, sloegen het interieur (altaren, beelden en reliekhouders) aan gruzelementen en plunderden het aansluitend. Mogelijk vond de overval plaats om 12 uur 's middags, want de gebeurtenis staat bekend als het Haarlemse Noen. Bisschop Godfried van Mierlo vertrok niet lang daarna naar Brussel en het bisdom werd in 1580 opgeheven.
In april 1581 gaven de Staten van Holland opdracht aan de stad Haarlem de goederen van het kapittel te verkopen, als schadevergoeding voor het Beleg van Haarlem. Zaffius weigerde een lijst te overleggen waarop het kerkelijk bezit werd omschreven. Hij werd gevangengenomen en afgevoerd naar Den Haag om zijn verzet te breken. Zaffius weigerde koning Filips II van Spanje af te zweren en beklaagde zich bij de Prins. De confiscatie werd doorgezet, ondanks toezeggingen van Zaffius om opbrengsten af te staan aan burgemeesters of uit te delen aan de armen. Sasbout Vosmeer verweet een groot deel van de Haarlemse clerus dat deze met de overheid samenwerkte.
Tussen 1597 en 1610 was hij eigenaar en bouwheer van een nog steeds bestaand landhuis te Vogelenzang.
In 1609 schonk hij geld voor de aanbouw van vijf kamers in het Frans Loenenhofje aan de Witte Herenstraat. Een gedenksteen herinnert aan hem.

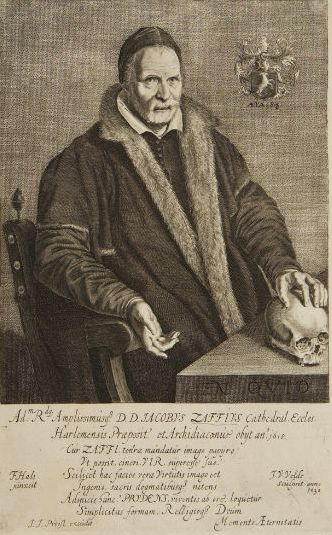
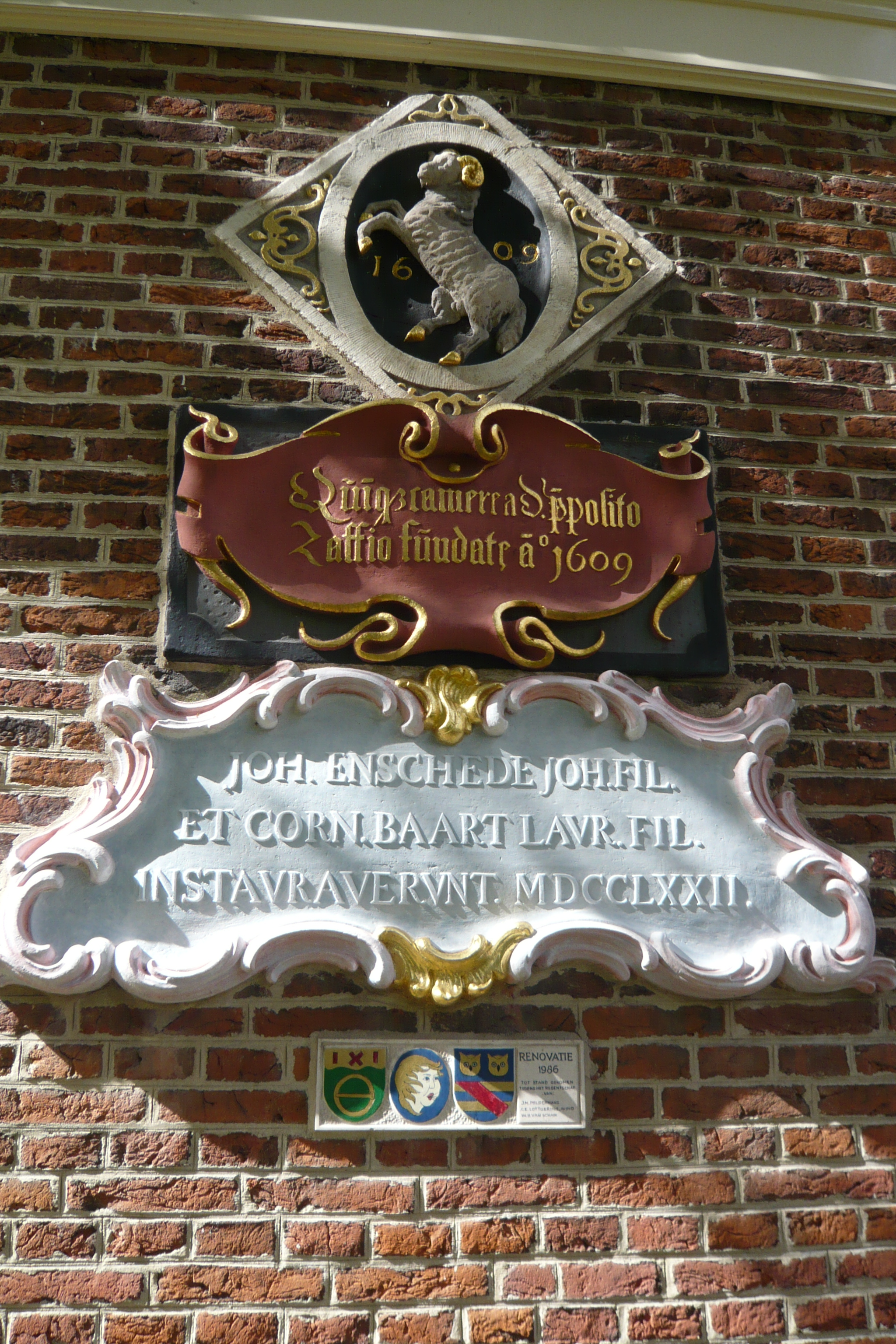

Rond 1611 is hij naar verluidt geschilderd door Frans Hals. Het "eerste" portret van Hals werd 1919 ontdekt en door de familie A.F. Philips in 1920 aan het museum geschonken. Aan de toeschrijving aan Hals wordt al jaren getwijfeld. Het zou om een verkleinde en omgekeerde kopie gaan.
Zaffius is overleden in de Wijngaertstraat. Zijn graf bevindt zich in de Grote of Sint-Bavokerk in Haarlem. De erfgenamen van de Reguliershof waren de kinderen van de bierbrouwer Dirck Strijcker: de schilder Willem Strijcker en zijn twee broers.